# 30524 Mandushev
30524 Mandushev este o planetă minoră (asteroid) din centura de asteroizi. A fost descoperită pe 16 iunie 2001 la Stația Anderson Mesa de Lowell Observatory Near-Earth-Object Search. 
Obiectul prezintă o orbită caracterizată de o semiaxă mare de 2,2431347 UAi, o excentricitate de 0,19, o înclinație de 5,69487 ° în raport cu ecliptica.